# Бір (Рамонський район)
Бір (рос. Бор) — селище у Рамонському районі Воронезької області Російської Федерації.
Населення становить 1201 особу. Входить до складу муніципального утворення Рамонське міське поселення.

## Історія
Населений пункт розташований у історичному регіоні Чорнозем'я. Від 1965 року належить до Рамонського району, спочатку в складі Центрально-Чорноземної області, а від 1934 року — Воронезької області.
Згідно із законом від 15 жовтня 2004 року входить до складу муніципального утворення Рамонське міське поселення.

## Населення
| 2010 | 2014  | 2015  | 2016  |
| ---- | ----- | ----- | ----- |
| 1239 | ↘1216 | ↗1224 | ↘1201 |